# ماتسو نو اوروکا

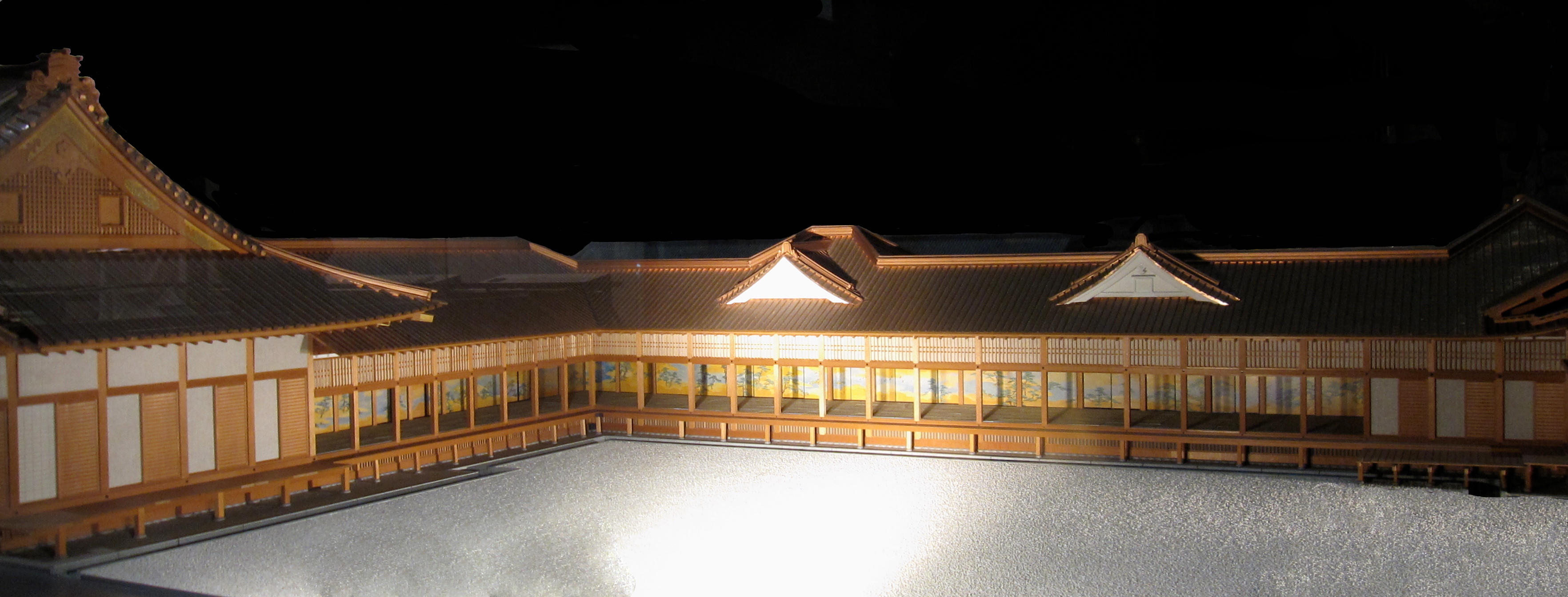
ماکتی ساخته شده از ماتسو نو اوروکا در موزه ادو-توکیو

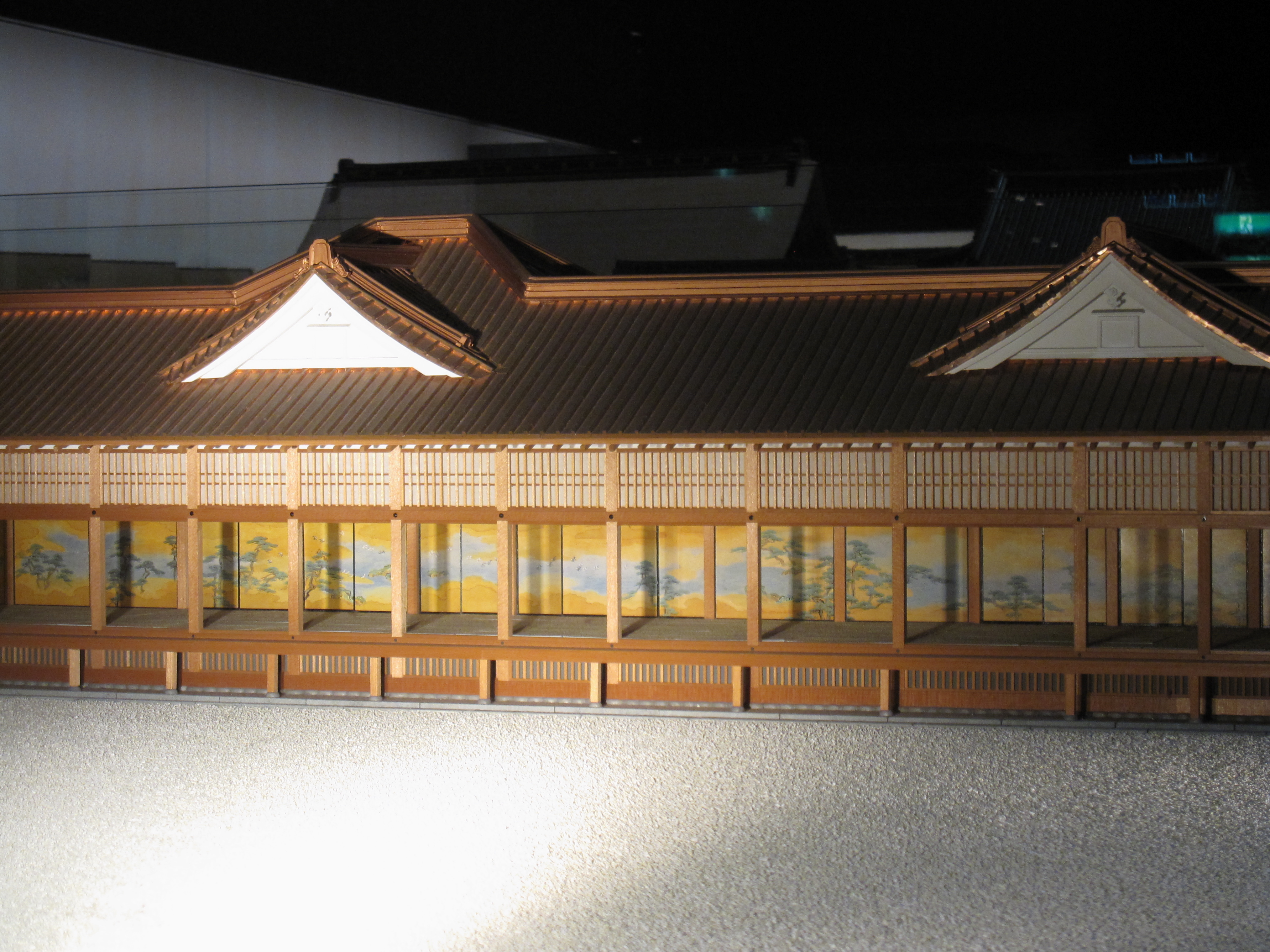
ماکتی ساخته شده از ماتسو نو اوروکا در موزه ادو-توکیو

ماتسو نو اوروکا (به ژاپنی: 之大廊下 Matsu no Ōrōka)، به معنای دالان یا راهروی بزرگ کاج، یک قسمت از قلعه ادو است. این نام از شوجی نقاشی شده (درهای کشویی) گرفته شده‌است که با نقوش درختان کاج ژاپنی (ماتسو) تزئین شده‌اند.
در ۱۴ مارس ۱۷۰۱، آسانو ناگانوری پس از توهین در این محل، که بعداً منجر به حادثه خونین چهل و هفت رونین شد، به کیرا یوشیناکا حمله کرد و او را مجروح کرد.
این راهرو دیگر درست مثل بقیه کاخ شوگون اندکی قبل یا هنگام اصلاحات میجی در نیمه بعدی قرن نوزدهم از بین رفته‌است. یک نشانگر سنگی با یک کتیبه امروز در جای آن قرار گرفته‌است.
دالان بزرگ کاج به علت ویژگی‌هایی که دارد در داستان‌هایی مانند چوشینگورا و همچنین در فیلم‌ها و تبلیغات تلویزیونی وارد شده‌است.